# Родионово (Владимирская область)
Родионово — деревня в Петушинском районе Владимирской области России, входит в состав Нагорного сельского поселения.

## География
Деревня расположена в 21 км на северо-запад от города Покров и в 41 км на северо-запад от райцентра города Петушки. 

## История
По разделу 3 января 1677 года деревней владел Т. П. Савёлов.
В ревизских сказках 1—10 ревизий 1719—1858 годов называлось сельцом, но о господских домах упоминаний нет. 
В конце XIX — начале XX века деревня входила в состав Аргуновской волости Покровского уезда, с 1926 года — в составе Овчининской волости Александровского уезда. 
Из промыслов в Родионово было развито производство мебели, появилось оно на рубеже XIX и XX века. К 1908 году промысел постоянно рос с улучшением спроса в Орехово-Зуево. Многие столяры и плотники ранее занимавшиеся отхожим промыслом стали оставаться дома занимаясь производством мебели. Делали дешёвую мебель среднего качества: стулья, столы, шкафы, кресла, гардеробы, диваны, комоды, кровати, сундуки, табуреты. Летом, во время полевых работ с Петрова дня и до Успенья, производством мебели не занимались. Рабочий день — 12-ти часовой. Древесина покупалась на корню в рощах, а ореховые фанерки выписывались из Москвы. Продажа готовых изделий происходила почти исключительно местным скупщикам или изделия поставлялись непосредственно в лавки Павловского Посада, Орехово-Зуево, или Богородска. Обычный дневной заработок мебельщика — 80 копеек.
С 1929 года деревня являлась центром Родионовского сельсовета Киржачского района, с 1940 года — в составе Лачужского сельсовета, с 1945 года — в составе Покровского района, с 1960 года — в составе Петушинского района, с 1966 года — в составе Санинского сельсовета, с 2005 года — в составе Нагорного сельского поселения.

## Население
По данным на 1857 год: в деревне 49 дворов, жителей мужского пола 211, женского 273.

В 1859 году — 70 дворов.

В 1905 году — 90 дворов.

В 1926 году — 104 дворов.
| 1859 | 1905 | 1926 | 2002 | 2010 | 2021 |
| ---- | ---- | ---- | ---- | ---- | ---- |
| 464  | ↗562 | ↘515 | ↘16  | ↘7   | ↘4   |